# Étoile du Congo
Étoile du Congo – kongijski klub piłkarski grający w pierwszej lidze kongijskiej, mający siedzibę w mieście Brazzaville.

## Sukcesy
- I liga (12[1]):

1968, 1978, 1979, 1980, 1985, 1987, 1989, 1993, 1994, 2000, 2001, 2006
- Puchar Konga (5[2]):

1983, 1995, 2000, 2002, 2006
- Mistrzostwo Brazzaville (6):

1945, 1946, 1947, 1948, 1949, 1950, 1951

## Występy w afrykańskich pucharach
Stan na czerwiec 2023.
| Sezon     | Rozgrywki                 | Runda       | Kraj                          | Klub                         | Dom | Wyjazd | Dwumecz      |
| --------- | ------------------------- | ----------- | ----------------------------- | ---------------------------- | --- | ------ | ------------ |
| 1968      | Puchar Mistrzów           | wstępna     | Sierra Leone                  | Mighty Blackpool FC          | –   | –      | –            |
| 1968      | Puchar Mistrzów           | 1           | Kamerun                       | Oryx Duala                   | 1–2 | 3–4    | 1–7          |
| 1979      | Puchar Mistrzów           | 1           | Gabon                         | FC 105 Libreville            | 2–0 | 1–1    | 3–1          |
| 1979      | Puchar Mistrzów           | 2           | Senegal                       | US Gorée                     | 2–3 | 0–1    | 2–4          |
| 1980      | Puchar Mistrzów           | 1           | Republika Środkowoafrykańska  | Olympic Real de Bangui       | 3–1 | 1–0    | 4–1          |
| 1980      | Puchar Mistrzów           | 2           | Gwinea                        | Hafia FC                     | 1–0 | 0–1    | 1–1 (k. 3–1) |
| 1980      | Puchar Mistrzów           | ćwierćfinał | Nigeria                       | Bendel Insurance FC          | 3–2 | 0–1    | 3–3          |
| 1982      | Puchar Mistrzów           | 1           | Mali                          | AS Real Bamako               | 1–1 | 0–1    | 1–2          |
| 1988      | Puchar Mistrzów           | 1           | Gwinea Równikowa              | CD Elá Nguema                | 4–0 | 1–0    | 5–0          |
| 1988      | Puchar Mistrzów           | 2           | Burundi                       | AS Inter Star                | 0–0 | 0–2    | 0–2          |
| 1990      | Puchar Mistrzów           | 1           | Gabon                         | AS Sogara                    | 1–0 | 2–0    | 3–0          |
| 1990      | Puchar Mistrzów           | 2           | Algieria                      | JS Kabylie                   | 2–2 | 0–2    | 2–4          |
| 1992      | Puchar CAF                | 1           | Gwinea Równikowa              | Deportivo Mongomo            | 5–0 | 0–1    | 5–1          |
| 1992      | Puchar CAF                | 2           | Wybrzeże Kości Słoniowej      | SC Gagnoa                    | 0–1 | 0–2    | 0–3          |
| 1993      | Puchar Mistrzów           | 1           | Gabon                         | AS Sogara                    | 0–0 | 0–2    | 0–2          |
| 1995      | Puchar Mistrzów           | 1           | Kamerun                       | Aigle Nkongsamba             | 3–2 | 0–1    | 3–3          |
| 1996      | Puchar Zdobywców Pucharów | 1           | Nigeria                       | Katsina United FC            | 2–3 | 2–1    | 4–4          |
| 2000      | Puchar Zdobywców Pucharów | 1           | Nigeria                       | Plateau United               | 1–0 | 2–3    | 3–3          |
| 2000      | Puchar Zdobywców Pucharów | 2           | Tunezja                       | Club Africain                | 2–0 | 2–4    | 4–4          |
| 2000      | Puchar Zdobywców Pucharów | ćwierćfinał | Kamerun                       | Canon Jaunde                 | 0–3 | 2–2    | 2–5          |
| 2001      | Liga Mistrzów             | 1           | Ghana                         | Accra Hearts of Oak SC       | 5–1 | 1–3    | 6–4          |
| 2001      | Liga Mistrzów             | 2           | Angola                        | Atlético Petróleos de Luanda | 2–2 | 1–4    | 3–6          |
| 2002      | Liga Mistrzów             | 1           | Kamerun                       | Coton Sport FC de Garoua     | 1–1 | 1–0    | 2–1          |
| 2002      | Liga Mistrzów             | 2           | Maroko                        | Raja Casablanca              | 3–2 | 0–3    | 3–5          |
| 2003      | Puchar Zdobywców Pucharów | 1           | Angola                        | Atlético Petróleos de Luanda | 1–0 | 1–1    | 2–1          |
| 2003      | Puchar Zdobywców Pucharów | 2           | Rwanda                        | APR FC                       | 1–2 | 0–3    | 1–5          |
| 2007      | Liga Mistrzów             | wstępna     | Kamerun                       | Canon Jaunde                 | 2–0 | 0–1    | 2–1          |
| 2007      | Liga Mistrzów             | 1           | Etiopia                       | Saint-George SA              | 2–0 | 0–1    | 2–1          |
| 2007      | Liga Mistrzów             | 2           |                               | Al-Ittihad Trypolis          | 3–1 | 0–2    | 3–3          |
| 2007      | Puchar Konfederacji       | play-off    | Kamerun                       | Les Astres FC                | 2–1 | 0–2    | 2–3          |
| 2015      | Puchar Konfederacji       | wstępna     | Demokratyczna Republika Konga | FC MK Etanchéité             | 1–2 | 1–1    | 1–3          |
| 2016      | Liga Mistrzów             | wstępna     | Gabon                         | AS Mangasport                | 3–0 | 0–0    | 3–0          |
| 2016      | Liga Mistrzów             | 1           | Algieria                      | ES Sétif                     | 1–1 | 2–4    | 3–5          |
| 2017      | Puchar Konfederacji       | wstępna     | Gwinea Równikowa              | AD Racing de Micomeseng      | 2–0 | 1–0    | 3–0          |
| 2017      | Puchar Konfederacji       | 1           | Algieria                      | JS Kabylie                   | 0–0 | 0–1    | 0–1          |
| 2019/2020 | Puchar Konfederacji       | wstępna     | Egipt                         | Pyramids FC                  | 0–1 | 1–4    | 1–5          |
| 2020/2021 | Puchar Konfederacji       | wstępna     | Angola                        | FC Bravos do Maquis          | 1–1 | 0–0    | 1–1          |

## Stadion
Domowe mecze klub rozgrywa na stadionie o nazwie Stade Alphonse Massemba-Débat w Brazzaville, który może pomieścić 33 037 widzów.

## Reprezentanci kraju grający w klubie od 1992 roku
Stan na sierpień 2024.
| - Percy Akoli - Dua Ankira - Sagesse Babélé - Sidoine Beaullia - Rudy Bhebey - Arci Biassadila Mouanga - Annicet Bitoumbou - Matheus Botamba - Dorvel Dibékou - Landry Djimbi - Junior Elenga - Rock Embingou - Wilfrid Endzanga - Mignon Etou - Lopez Filanckembo - Césaire Gandzé - Franchel Ibara - Élie Ikouma - Elvia Ipamy - Joseph Kikoukoudi - Bienvenu Kombo - Dassin Kouvouama - Bercy Langa - Gaël Ngassilat Lebally - Patrick Lolo - Destin Makita-Passy - Farnèse Mampembé | - Chancel Massa - Mesmin Mbama - Joseph Mbangou - Jonathan Mbou - Judea Mouandzibi - Brel Mohendiki - Yann Mokombo - Gildas Kiyari Mouyabi - Fortuné Ndzi - Pavelh Ndzila - Junior Ngoma - Jaurès Ngombe - Gautrand Ngouenimba - Deldy Ngoyi - Saïde Nkounga - Moïse Nkounkou - Bersyl Obassi - Renaud Ockakas - Francis Okombi - Fabrice Ondama - Faria Ondongo - Julfin Ondongo - Varel Rozan - Toussaint Service - Harris Tchilimbou - Jérémie Mumbere |